# 胡適紀念館
胡適紀念館（英語：Hu Shih Memorial Hall），為隸屬於中華民國中央研究院近代史研究所之紀念館，展館位於中央研究院南港院區內，紀念館前有由棚架搭建而成的前廊，庭院中還有小池塘，重現胡適的故居。範圍包括胡適於1958年至1962年間擔任該院院長時的故居、陳列室及胡適墓園。

## 歷史
- 1958年2月20日中研院在院區內為新任院長胡適建造住宅，面積50坪，由基泰工程司建築師設計監造，同年10月完工，胡適於11月5日入住[4]。
- 1962年2月24日胡適於中研院第五屆院士歡迎酒會心臟病突發猝逝，10月15日安葬於中研院院區旁的小丘，11月6日中研院成立「胡故院長遺著整理委員會」[5]，12月6日又設立胡適紀念館管理委員會[6]，12月10日胡適紀念館正式成立[7]。
- 1963年1月9日國立臺灣大學同意將胡適遺贈之圖書及文稿留置在紀念館[a]，4月16日胡適夫人江冬秀亦簽署將胡適遺產轉移中研院之同意書[7]，8月1日胡適紀念館正式開放[7]，12月17日王雲五主持揭幕胡適墓園中的塑像，該塑像係由楊英風雕塑，中國公學在臺校友會捐獻[8]。
- 1964年8月美國美亞保險公司負責人史帶（C. V. Starr）先生捐贈建造25坪的陳列室，展示胡適的遺著、手蹟及紀念物等[9]。
- 1966年胡適紀念館出版《胡適手稿》第一集[7]。
- 1974年2月中研院與臺北市政府合作於胡適墓園周遭興建之胡適公園完工，交由胡適紀念館管理[10]。
- 1975年，江冬秀去世後與胡適合葬[10]。
- 1998年1月19日，胡適紀念館改隸中研院近代史研究所[9]。
- 2001年2月1日，紀念館展開整修至12月17日重新開放，並將展示規畫為「特展」及常設展[7]。
- 2002年，將胡適檔案數位化，「胡適檔案MetaData資料庫」開放使用[7]。
- 2012年，設立「胡適獎學金」，以獎助研究中國近代史（以與胡適暨自由主義研究相關課題為優先）之碩、博士生[11]。
- 2025年2月6日，臺北市政府將建物登錄為紀念建築。

## 歷年特展
- 2001年12月17日起：「胡適與雷震」[7]
- 2008年4月12日起：「胡適與中央研究院」[7]
- 2010年10月23日起：「『熱眼旁觀』：胡適對『胡適思想批判運動』的回應」[7]
- 2011年10月22日起：「胡適與辛亥革命」[7]
- 2012年4月2日起：「胡適與雷震」[7]
- 2012年12月17日起：「胡適與蔣介石：道不同而相為謀」[7]
- 2014年12月17日起：「胡傳與臺灣」[7]
- 2017年3月24日起：「胡適與林語堂：吾輩已返，爾等且拭目以待」（與林語堂故居合辦）[7]
- 2018年12月17日起：「終身大事：胡適及其友人的婚姻人生」[12]

## 外部連結
- 胡適紀念館 （页面存档备份，存于）
- 胡適紀念館的Facebook專頁